# Alphecca

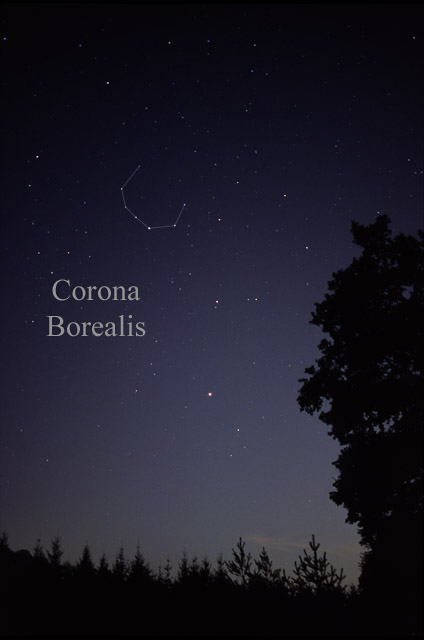
Fotografía de la constelación Corona Borealis, la corona del norte.

Alphecca es el nombre de la estrella α Coronae Borealis (α CrB / 5 Coronae Borealis), la más brillante de la constelación de Corona Boreal, con magnitud aparente +2.23.

## Nombre
El nombre de Alphecca proviene del árabe al-na´ir al-fakkah, (‘la (estrella) brillante en el (anillo) roto’). α Coronae Borealis también es llamada Gemma, título que no se usaba en la antigüedad. Una posible etimología del término puede estar relacionada con su significado original, «capullo», en referencia a las flores sin abrir y a las hojas de la corona floral, lo que estaría de acuerdo con la primera idea de la constelación.
Esta estrella aparece en las Geórgicas de Virgilio como Gnosia (Stella Coronae) , otro nombre con el que se la designa. Recuerda a este astro como la estrella de Ariadna, haciendo referencia al origen de esta última («de Knossos»).
Al ser la estrella central entre las siete más brillantes de la figura, en la época moderna se la ha denominado Margarita Coronae, la perla de la corona, título que en ocasiones aparece como Santa Margarita.

## Características físicas
Alphecca es una estrella binaria cuya componente principal es una estrella blanca de la secuencia principal de tipo espectral A0V. Semejante a Vega (α Lyrae), tiene una temperatura superficial de 10 000 K y es 67 veces más luminosa que el Sol. Su masa es 2.7 veces mayor que la masa solar y su radio es 2.7 veces más grande que el de nuestra estrella; su velocidad de rotación, 133 km/s, supone que completa un giro sobre sí misma cada diez días. La estrella acompañante, Alphecca B, es una enana amarilla de tipo G5V. No muy distinta del Sol —y muy parecida a 61 Virginis, por ejemplo—, tiene una masa equivalente al 92 % de la masa solar.
El sistema constituye una binaria eclipsante; la enana amarilla eclipsa a su brillante compañera cada 17.3599 días, resultando una pequeña disminución en la magnitud aparente del sistema de +2.21 a +2.32. La separación media entre las dos estrellas es de 0.2 au y la rotación de ambas no está sincronizada.
La estrella blanca está rodeada por un disco de acrecimiento, como la antes citada Vega o γ Ophiuchi, lo que plantea la posible existencia de un sistema protoplanetario. Por su parte, Alphecca B es una importante fuente de rayos X, lo que implica una elevada actividad magnética.
También hay que señalar que Alphecca forma parte de la llamada corriente de la Asociación estelar de la Osa Mayor, conjunto de estrellas con un probable origen común que se mueven conjuntamente a través del espacio.